# I liga 1977-1978 (pallacanestro maschile)
La I liga 1977-1978 è stata la 44ª edizione del massimo campionato polacco di pallacanestro maschile. La vittoria finale è stata ad appannaggio del Wybrzeże Danzica.

## Risultati

### Stagione regolare
|     | Squadra          | G  | V  | P  | PF   | PS   | Pt. | Qualificazione        |
| --- | ---------------- | -- | -- | -- | ---- | ---- | --- | --------------------- |
| 1.  | Wybrzeże Danzica | 30 | 21 | 9  | 2691 | 2424 | 51  |                       |
| 2.  | Śląsk Breslavia  | 30 | 20 | 10 | 2649 | 2452 | 50  |                       |
| 3.  | ŁKS Łódź         | 30 | 18 | 12 | 2247 | 2294 | 48  |                       |
| 4.  | Resovia Rzeszów  | 30 | 13 | 17 | 2448 | 2440 | 43  |                       |
| 5.  | Lech Poznań      | 28 | 15 | 13 | 2559 | 2493 | 43  |                       |
| 6.  | Wisła Cracovia   | 28 | 15 | 13 | 2451 | 2395 | 43  |                       |
| 7.  | Start Lublino    | 28 | 15 | 13 | 2193 | 2270 | 43  |                       |
| 8.  | Górnik Wałbrzych | 28 | 12 | 16 | 2526 | 2554 | 40  |                       |
| 9.  | Polonia Varsavia | 28 | 9  | 19 | 2379 | 2547 | 37  | retrocesse in II liga |
| 10. | Baildon Katowice | 28 | 6  | 22 | 2201 | 2474 | 34  | retrocesse in II liga |

| I liga 1977-1978           |
| -------------------------- |
| Wybrzeże Danzica 4º titolo |

## Formazione vincitrice
| N° | Naz.               | Ruolo | Sportivo          |  | Alt. |  |
| -- | ------------------ | ----- | ----------------- |  | ---- |  |
|    | Polonia (bandiera) | AP    | Mirosław Bogucki  |  | 203  |  |
|    | Polonia (bandiera) | C     | Zbigniew Bogucki  |  | 203  |  |
|    | Polonia (bandiera) | AC    | Janusz Cegliński  |  | 201  |  |
|    | Polonia (bandiera) | AG    | Ryszard Glac      |  | 199  |  |
|    | Polonia (bandiera) | A     | Wojciech Goliński |  | 197  |  |
|    | Polonia (bandiera) | A     | Edward Jurkiewicz |  | 195  |  |
|    | Polonia (bandiera) | G     | Bogdan Lecyk      |  | 187  |  |
|    | Polonia (bandiera) | C     | Marek Mikulski    |  | 205  |  |
|    | Polonia (bandiera) | G     | Wojciech Rosiński |  | 198  |  |
|    | Polonia (bandiera) | AP    | Józef Tomaszewski |  | 198  |  |
|    | Polonia (bandiera) | P     | Dariusz Zelig     |  | 192  |  |
|    | Polonia (bandiera) | All.  | Jan Jargiełło     |  |      |  |

## Premi e riconoscimenti
- MVP stagione regolare:  Wojciech Fiedorczuk, ŁKS Łódź